# 王煥鑣
王焕鑣（1900-1982）字駕吾，號覺吾，室名勞謙之室，江蘇南通興仁鎮人。中華人民共和國文史學家、目錄學家。前杭州大學中文系教授、浙江省文史研究館館長。

## 生平
王煥鑣的父親為清朝廩生。祖父王伯承本為貢生，後轉業開藥鋪為生。他自幼時起繼承家學，十一歲習《論語》《詩經》，兩年後習《史記》《古文觀止》。入南通城北高等小學，考入江蘇省立第七中學。教師徐益修對他產生了影響，王氏遂傾心於桐城派古文，于歷代古文上用功頗勤。1920年，考入南京高等師範文史地部，師事柳诒徵、王伯沆先生。特與王伯沆先生有深厚的師生情誼。1922年，與表姊秦毓鋆成婚。1924年，王煥鑣畢業於東南大學文史地部。1925年任教於揚州江蘇八中，胡喬木時為其學生，此後胡喬木一直以師禮待之。1927年在南京一中教國文，轉而在南京第四中山大學任國文助教。1929年，經繆鳳林推薦入江蘇省立國學圖書館工作，主持編寫了《江蘇省立國學圖書館館藏書總目錄》。
1936年，由竺可楨聘為浙江大學教師，教授唐宋古文和三傳。同年，王焕镳曾与柳诒徵和叶楚伧合作编撰关于南京的《首都志》，王为主力。
抗日戰爭期間，從浙大輾轉遷移，到達遵義。戰勝，回杭州任教，師事馬一浮先生。1952年，因浙大文學院被併入浙江師範學院，王煥鑣的工作單位有變動，1958年，學校改組為杭州大學。1966年，文革，女儿王保中到王煥鑣家中“破四舊”，致使其家中藏書盡失。1977年，任浙江省政協常委。1978年，任杭州大學中文系主任。1981年改為名譽主任。1982年任浙江省文史研究館館長，同年12月因中風不治逝世。蘇步青院士為作挽聯曰：“一生事業教鞭在，蓋世文章故史封。”王煥鑣有子三人，分別為王澗中、王休中、王倞中。有孫王邁、王遷、王逾等數人。侄李大潛。

## 學術著作
- 《墨子集詁》
- 《墨子校釋》
- 《墨子校釋商兌》
- 《韓非子選》
- 《老子韻讀》（未出版）
- 《先秦寓言研究》
- 《江蘇省立國學圖書館館藏書總目錄》
- 《杭州大學館藏善本書目》
- 《歷代名人年譜集目》
- 《明孝陵志》
- 《首都志》
- 《因巢軒詩文》